# Barata y techera
«Barata y techera» es el segundo sencillo promocional del álbum compilatorio de la cantante peruana La Tigresa del Oriente, titulado Mi lindo Perú.

## Información de la canción
La canción fue escrita por la misma intérprete a finales de 2014. Es una fusión de electropop con cumbia, dando por hecho la nueva faceta de la cantante, alejándose un poco de la cumbia amazónica que la caracterizó hace algunos años atrás.

## Videoclip
La realización del audiovisual para este tema, estuvo a cargo del director Giovanni Nésterez y bajo la producción de Bquate SAC, que «según» afirmaciones del propio Nésterez están refrescando la imagen de la Tigresa y proyectarla a un público más joven.
La filmación del clip fue realizado en la discoteca peruana XBio, donde la cantante se ve proyectada por varias luces de neón y acompañada de dos bailarines, una mascota de suri y un DJ.

## Recepción
Tras la publicación del videoclip en la cuenta de la intérprete en YouTube y en iTunes, tuvo en su primera semana las cien mil visitas y comentarios diversos. El diario Publimetro de Chile título la canción como el «Hit del Verano 2015» y fue reseñado por diferentes medios internacionales, desde BuzzFeed, hasta MTV.